# Pirdop
Pirdop (bulgariska: Пирдоп) är en ort i Bulgarien.   Den ligger i kommunen obsjtina Pirdop och regionen Sofijska oblast, i den centrala delen av landet, 70 km öster om huvudstaden Sofia. Pirdop ligger 675 meter över havet och antalet invånare är 8 136.
Terrängen runt Pirdop är kuperad söderut, men norrut är den bergig. Pirdop är det största samhället i trakten.
I omgivningarna runt Pirdop växer i huvudsak lövfällande lövskog. Runt Pirdop är det ganska glesbefolkat, med 50 invånare per kvadratkilometer.